# Belgijska košarkaška reprezentacija
Belgijska košarkaška reprezentacija predstavlja Belgiju na međunarodnim natjecanjima. Pod vodstvom je belgijskoga košarkaškog saveza, RFBB. Natječe se još od prvih europskih prvenstava. 

## Sastav
Izbornik: Eddy Casteels
| Br. | Igrač                 | Visina | Pozicija | Klub                  |
| --- | --------------------- | ------ | -------- | --------------------- |
| 4   | Roel Moors            | 190    | B        | Antwerp Giants        |
| 5   | Sam Van Rossom        | 188    | B        | CAI Zaragoza          |
| 6   | Christophe Beghin     | 205    | C        | Spirou Charleroi      |
| 7   | Axel Hervelle         | 204    | K        | Bilbao Basket         |
| 8   | Randy Oveneke         | 200    | K        | Antwerp Giants        |
| 9   | Jonathan Tabu         | 190    | B        | Pallacanestro Cantù   |
| 10  | Dimitri Lauwers       | 187    | B        | Air Avellino          |
| 11  | Guy Muya              | 194    | B        | Belgacom Liège Basket |
| 12  | Marcus Faison         | 196    | K        | Telenet Oostende      |
| 13  | Maxime De Zeeuw       | 204    | K        | Verviers Pepinster    |
| 14  | Tomas van den Spiegel | 214    | C        | Telenet Oostende      |
| 20  | Jorn Steinbach        | 180    | B        | Okapi Aalstar         |

## Sastavi na velikim natjecanjima
EP 1935.: 6. među 10 sastava
Robert Brouwer, Gaston de Houwer, Louis Levaux, Rene Demanck, Emile Laermans, Pierre van Basselaere, Gustave Vereecken
OI 1936.: 19. među 21 sastavom
Robert Brouwer, Gustave Crabbe, Rene Demanck, Emile Laermans, Guillaume Merckx, Pierre van Basselaere, Gustave Vereecken, Raymond Gerard
EP 1946.: 7. među 10 sastava
Pierre van Basselaere, Louis Vandegoor, Armand van Wambeke, Henri Hollanders, Emile Kets, Marcel de Haeck, Auguste Wijns, Georges Baert, Augustin Bernaer, Henri Hermans, Ange Hollanders, Julien Meuris, Fernand Rossius, Henri Servaes (Trener: Raymond Briot)
EP 1947.: 4. među 14 sastava
Emile Kets, Georges Baert, Henri Hermans, Fernand Rossius, Joseph Pirard, Julien Meuris, Henri Coosemans, Guillaume van Damme, Henri Hollanders, Gustave Poppe, Ange Hollanders, Rene Steurbaut, Francois de Pauw, Armand van Wambeke (Trener: Raymond Briot)
OI 1948.: 11. među 23 sastavima
Emile Kets, Henri Hollanders, Ange Hollanders, Gustave Poppe, Henri Hermans, Francois de Pauw, Julien Meuris, Rene Steurbaut, Armand van Wambeke, Augustin Bernaer, Henri Coosemans, Louis van de Goor, Georges Baert, Leon Lampo (Trener: Raymond Briot)
EP 1951.: 7. među 17 sastava
Joseph Eygel, Emile Kets, Georges Baert, Henri Coosemans, Guy Gekiere, Desire Ligon, Francois Plas, Alex van Gils, Roger van Harck, Jean Crick, Francois de Pauw, Philippe Dewandelaer (Trener: Raymond Briot)
OI 1952.: 18. među 23 sastavima
Joseph Eygel, Henri Coosemans, Desire Ligon, Alex van Gils, Felix Roosemont, Julien Meuris, Henri Crick, Josef du Jardin, Johannes Ducheyne, Pierre van Huele, Jules Boes, Jan Ceulemans, Yves Delsarte
EP 1953.: 10. među 17 sastava
Georges Baert, Andre Vermeulen, Emile Kets, Henri Coosemans, Desire Ligon, Joseph Decombe, Felix Roosemont, Maurice Chavagne, Rene Steurbaut, Julien Meuris, Alex van Gils, Edouard Samson, Jean Nolis, Roger van Harck (Trener: Louis van Hof)
EP 1957.: 12. među 16 sastava
Eddy Terrace, John Loridon, Emile Martin, Charles Storme, Jean de Nayer, Elie Deweerdt, Charles Feyen, Albert van Mechelen, Alex van den Avondt, Lucien van Kersschaever, Georges de Meyer, Robert Jolijt
EP 1959.: 7. među 17 sastava
Joseph Eygel, Jean Steveniers, John Loridon, Richard Wagner, Maurice Chavagne, Rene Aerts, Pierre van Huele, Francois de Pauw, Elie Deweerdt, Lucien van Kersschaever, Henry Raets, Lievin Vinck (Trener: Eddy Verswijvel)
EP 1961.: 8. među 19 sastava
Joseph Eygel, John Loridon, Jean Steveniers, Rene Aerts, Henri Degraeve, Andre Desplats, Oscar Wauters, Joseph Serron, Alphonse Maes, Charles Feyen, Pierre van Huele, Guido Scholiers (Trener: Rene Mol)
EP 1963.: 8. među 16 sastava
Joseph Eygel, John Loridon, Rene Aerts, Lucien Michelet, Willy Ivens, Camille Dierckx, Pierre Dewandeler, Lucien van Kersschaever, Pierre van Huele, Francois d’Hoir, Guido Scholiers, Francois Clement (Trener: Roger Staes)
EP 1967.: 15. među 16 sastava
Joseph Eygel, Etienne Geerts, Rene Aerts, Lucien Michelet, John Loridon, Lucien van Kersschaever, Alfons Declerck, Willy Ivens, Robert van Herzele, Raoul Schoeters, Camille Dierckx, Willy d’Hondt (Trener: Rene Mol)
EP 1977.: 8. među 12 sastava
Etienne Geerts, Imre Nytrai, Olin "Corky" Bell, Rene van den Broeck, Christian Becknel, Roger Marien, Hector Vermeersch, Alain Stollenberg, Robert van Herzele, Jos Peeters, Francois Huysmans, Ive van Poppelen (Trener: Rene Mol)
EP 1979.: 12. među 12 sastava
Etienne Geerts, Imre Nytrai, Rik Samaey, Rene van den Broeck, Jean-Luc Selicky, Jos Peeters, Herman Reynders, Francois Huysmans, Etienne Bodson, Tony Van den Bosch, Alain Stollenberg, Ive van Poppelen (Trener: Rene Mol)
EP 1993.: 12. među 16 sastava
Éric Struelens, Rik Samaey, Ronny Bayer, Jacques Stas, Erik Cleymans, Marc Deheneffe, Daniel Goethals, Dimitri Lambrecht, Danny Herman, Herman Bruyninckx, Dirk Snyders, Ivan Verberckt (Trener: Tony Van den Bosch)

## Vanjske poveznice
- Belgijski košarkaški savez

| Belgijske reprezentacije u skupnim športovima | Belgijske reprezentacije u skupnim športovima |
| --------------------------------------------- | --- |
|                                               | |
| Momčadi                                       | nogometaši • košarkaši • rukometaši • vaterpolisti • hokejaši na ledu • hokejaši na travi • odbojkaši • bejzbolaši • softbolaši • ragbijaši • malonogometaši • rukometaši na pijesku • australski nogomet • američki nogomet • curlingaši • kriketaši                             |
|                                               | |
| Djevojčadi                                    | nogometašice • košarkašice • rukometašice • vaterpolistice • hokejašice na ledu • hokejašice na travi • odbojkašice • bejzbolašice • softbolašice • ragbijašice • malonogometašice • rukometašice na pijesku • australski nogomet • američki nogomet • curlingašice • kriketašice |

| Belgijske reprezentacije u skupnim športovima | Belgijske reprezentacije u skupnim športovima |
| --------------------------------------------- | --- |
|                                               | |
| Momčadi                                       | nogometaši • košarkaši • rukometaši • vaterpolisti • hokejaši na ledu • hokejaši na travi • odbojkaši • bejzbolaši • softbolaši • ragbijaši • malonogometaši • rukometaši na pijesku • australski nogomet • američki nogomet • curlingaši • kriketaši                             |
|                                               | |
| Djevojčadi                                    | nogometašice • košarkašice • rukometašice • vaterpolistice • hokejašice na ledu • hokejašice na travi • odbojkašice • bejzbolašice • softbolašice • ragbijašice • malonogometašice • rukometašice na pijesku • australski nogomet • američki nogomet • curlingašice • kriketašice |

| Međunarodna košarka | Međunarodna košarka |
| --- | ------------------- |
| |                     |
| FIBA \| Olimpijske igre \| Svjetsko prvenstvo \| FIBA-ina ljestvica Afrika: FIBA Afrika – Afričko prvenstvo Amerika: FIBA Amerika – Američko prvenstvo Azija: FIBA Azija - Azijsko prvenstvo Europa: FIBA Europa – Europsko prvenstvo Oceanija: FIBA Oceanija – Oceanijsko prvenstvo |                     |

| Međunarodna košarka | Međunarodna košarka |
| --- | ------------------- |
| |                     |
| FIBA \| Olimpijske igre \| Svjetsko prvenstvo \| FIBA-ina ljestvica Afrika: FIBA Afrika – Afričko prvenstvo Amerika: FIBA Amerika – Američko prvenstvo Azija: FIBA Azija - Azijsko prvenstvo Europa: FIBA Europa – Europsko prvenstvo Oceanija: FIBA Oceanija – Oceanijsko prvenstvo |                     |

| Europske košarkaške reprezentacije (FIBA Europa) | Europske košarkaške reprezentacije (FIBA Europa) |
| --- | ------------------------------------------------ |
| |                                                  |
| Albanija • Andora • Armenija • Austrija • Azerbejdžan • Belgija • Bjelorusija • BiH • Bugarska • Cipar • Crna Gora • Češka • Danska • Estonija • Finska • Francuska • Gibraltar • Grčka • Gruzija • Hrvatska • Irska • Island • Italija • Izrael • Kosovo • Latvija • Litva • Luksemburg • Mađarska • Makedonija • Malta • Moldova • Monako • Nizozemska • Norveška • Njemačka • Poljska • Portugal • Rumunjska • Rusija • San Marino • Srbija • Slovačka • Slovenija • Španjolska • Švedska • Švicarska • Turska • Ukrajina • Velika Britanija |                                                  |
| |                                                  |
| Bivše države Čehoslovačka • Jugoslavija • DR Njemačka • Srbija i Crna Gora • SSSR • ZND |                                                  |
| Bivše države |                                                  |
| |                                                  |
| Čehoslovačka • Jugoslavija • DR Njemačka • Srbija i Crna Gora • SSSR • ZND |                                                  |

| Bivše države                                                               |
|                                                                            |
| Čehoslovačka • Jugoslavija • DR Njemačka • Srbija i Crna Gora • SSSR • ZND |

| Europske košarkaške reprezentacije (FIBA Europa) | Europske košarkaške reprezentacije (FIBA Europa) |
| --- | ------------------------------------------------ |
| |                                                  |
| Albanija • Andora • Armenija • Austrija • Azerbejdžan • Belgija • Bjelorusija • BiH • Bugarska • Cipar • Crna Gora • Češka • Danska • Estonija • Finska • Francuska • Gibraltar • Grčka • Gruzija • Hrvatska • Irska • Island • Italija • Izrael • Kosovo • Latvija • Litva • Luksemburg • Mađarska • Makedonija • Malta • Moldova • Monako • Nizozemska • Norveška • Njemačka • Poljska • Portugal • Rumunjska • Rusija • San Marino • Srbija • Slovačka • Slovenija • Španjolska • Švedska • Švicarska • Turska • Ukrajina • Velika Britanija |                                                  |
| |                                                  |
| Bivše države Čehoslovačka • Jugoslavija • DR Njemačka • Srbija i Crna Gora • SSSR • ZND |                                                  |
| Bivše države |                                                  |
| |                                                  |
| Čehoslovačka • Jugoslavija • DR Njemačka • Srbija i Crna Gora • SSSR • ZND |                                                  |

| Bivše države                                                               |
|                                                                            |
| Čehoslovačka • Jugoslavija • DR Njemačka • Srbija i Crna Gora • SSSR • ZND |